# Принц Нарійосі
Принц Нарійосі (*1326 — між 1338 та 1344) — сьоґун реставрації Кемму у 1335—1336 роках. Відомий також як принц Нарінага.

## Життєпис
Походив з Імператорського дому Японії. Син імператора Ґо-Дайґо та Ано Ренсі (з роду Ано, гілки клану Фудзівара). Народився у 1326 році. У 1334 році отримав титул принца.
У 1335 році призначено сьогуном. Разом з Асікаґа Такаудзі виступив на придушення повстання Ходзьо Токіюсі в провінції Сінана. У 1336 році після перемоги повернувся до Кіото. Але невдовзі втратив посаду на вимогу Асікаґи. Невдовзі останній повалив батька принца Нарійосі, поставивши імператором Комьо. У листопаді 1336 року Нарійосі призначено спадкоємцем трону.
На початку 1337 року перейшов на бік батька, що втік з монастиря й знову розпочав боротьбу за трон. Разом з військами Південної династії принц Нарійосі брав участь у битвах проти Асікаґи Такаудзі. У 1338 році після однієї з поразок потрапив у полон. Нарійосі було запроторено до фортеці. Подальша доля невідома. Помер до 1344 року.